# René Guiette
Pour les articles homonymes, voir Guiette.
René Émile Étienne Albert Louis Guiette, né le 13 octobre 1893 à Anvers et décédé le 19 octobre 1976 à Wilrijk, est un artiste peintre, dessinateur et critique d'art belge d'expression française.

## Biographie
René Guiette est le fils de Jules Guiette (1852-1901), peintre, pastelliste, aquarelliste et aquafortiste luministe et est le frère de Robert (1895-1976), philologue et poète, qui fut élu à l'Académie royale de langue et de littérature françaises de Belgique où il a occupé le deuxième fauteuil de 1954 à 1976.
René Guiette poursuit des études universitaires. Autodidacte, mais initié à la peinture par son père, il se consacre à cet art dès 1919. Puis il étudie l'ésotérisme et les philosophies orientales. Il séjourne à Paris et y devient ami de Blaise Cendrars et de Max Jacob.
Le 14 novembre 1922, il se marie avec Marie Tinchant. Ils ont trois enfants, Vincent surnommé Tito en 1923, Raymone en 1925 et Marianne en 1927.

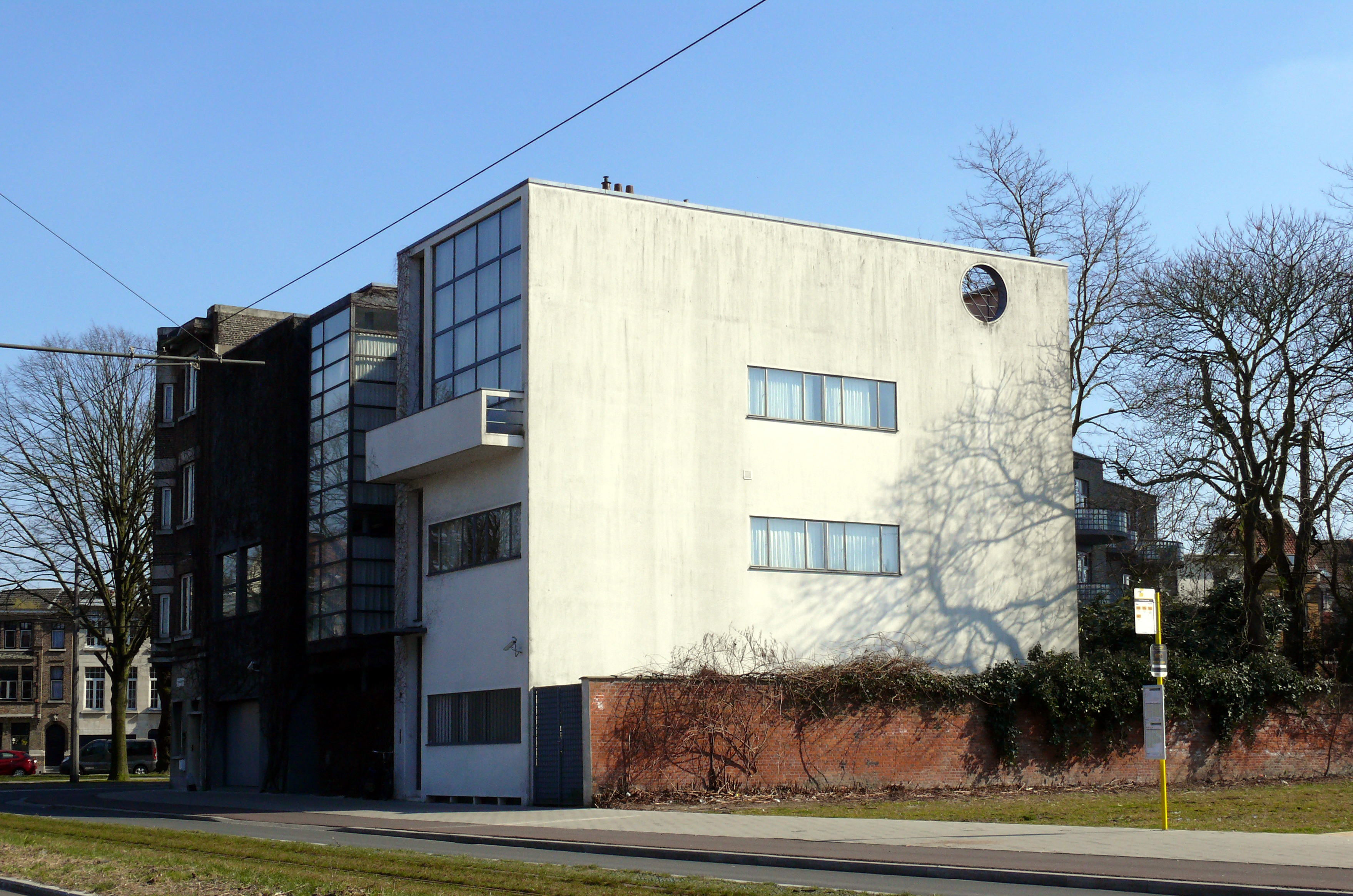
La maison Guiette à Anvers.

En 1925, Le Corbusier dresse les plans d'une demeure pour l'artiste, la Maison Guiette, bâtie à Anvers en 1926 par l'architecte anversois Paul Smekens (1890-1983), maître d'œuvre. Cette maison-atelier (non visitable), classée Monument Historique en 1978, située 32 avenue des Peupliers, est le seul édifice de Le Corbusier en Belgique et fait l'objet d'une demande de classement au patrimoine mondial de l'Unesco.
En 1928, le jeune artiste - alors expressionniste - est pris sous contrat à la galerie du Centaure. Il illustre des poètes et défend l'expressionnisme flamand par des articles dans la revue Sélection.
À partir de 1932, Guiette s'oriente en plus vers la photographie et réalise des reportages puis occupe, dès 1946, un poste de professeur de photographie à La Cambre, à Bruxelles. Il y enseignera également l'harmonie des couleurs.
Peu avant la deuxième guerre, il travaille en dilettante comme œnologue et négociant en vins tandis qu'il peint une fresque dans la maison de l'architecte Léon Stynen.
En 1948, à la suite de son orientation esthétique nouvelle, il se fait membre de la Compagnie de l'art brut créée par Jean Dubuffet. Par ailleurs, dès cette année, Guiette publie également des articles sur l'art dans les quotidiens anversois Le Matin et La Métropole, sous le pseudonyme de Blaise Distel.
En 1951, le critique d'art parisien Michel Tapié défend le peintre. Entre-temps l'artiste se voit invité à de nombreuses expositions internationales.
En 1955, il fait partie de l'équipe des peintres défendus par Paris par la galerie Stadler et rencontre ainsi Tapiès, Alton Tobey (en), Sam Francis et Mathieu.
En 1975, déjà malade de l'estomac, il reçoit le Prix Quinquennal de Peinture, hommage de l'État Belge à sa carrière féconde.
Le 19 octobre 1976, dix jours avant son épouse, René Guiette décède dans une clinique anversoise.

## Style
René Guiette passera de l'expressionnisme au cubisme, puis vers une figuration proche du post-cubisme de Picasso. Il devient membre en 1948 de la Compagnie de l'Art brut de Dubuffet. À partir de 1955, influencé par la philosophie Zen, sa peinture évoluera vers une calligraphie transcendante. Ses œuvres sont chargées de graffitis, soit comportent des signes épurés qui invitent à la contemplation.
Guiette a beaucoup employé la technique de peinture à l'huile et sable sur papier.

## Collections muséales
- Musée royal des beaux-arts d’Anvers
  - Collioure gris, 1947
- Banque Belfius, anciennement Crédit communal de Belgique, Bruxelles
- État belge
- Fondation pour l’Art belge contemporain, Bruxelles
- Musée communal de La Haye
- Musée d'art moderne de l'université à São Paulo
- Musées royaux des beaux-arts de Belgique à Bruxelles
  - Petites Écritures, encre de Chine et pinceau sur papier
- Kunstmuseum, Bâle
  - Les Promeneurs, 1928, huile sur toile, (100,5 × 81)
- Centre Georges-Pompidou à Paris
- Musée René Magritte - Musée d'Art Abstrait, Bruxelles (Jette)